# James Fisk (Unternehmer)

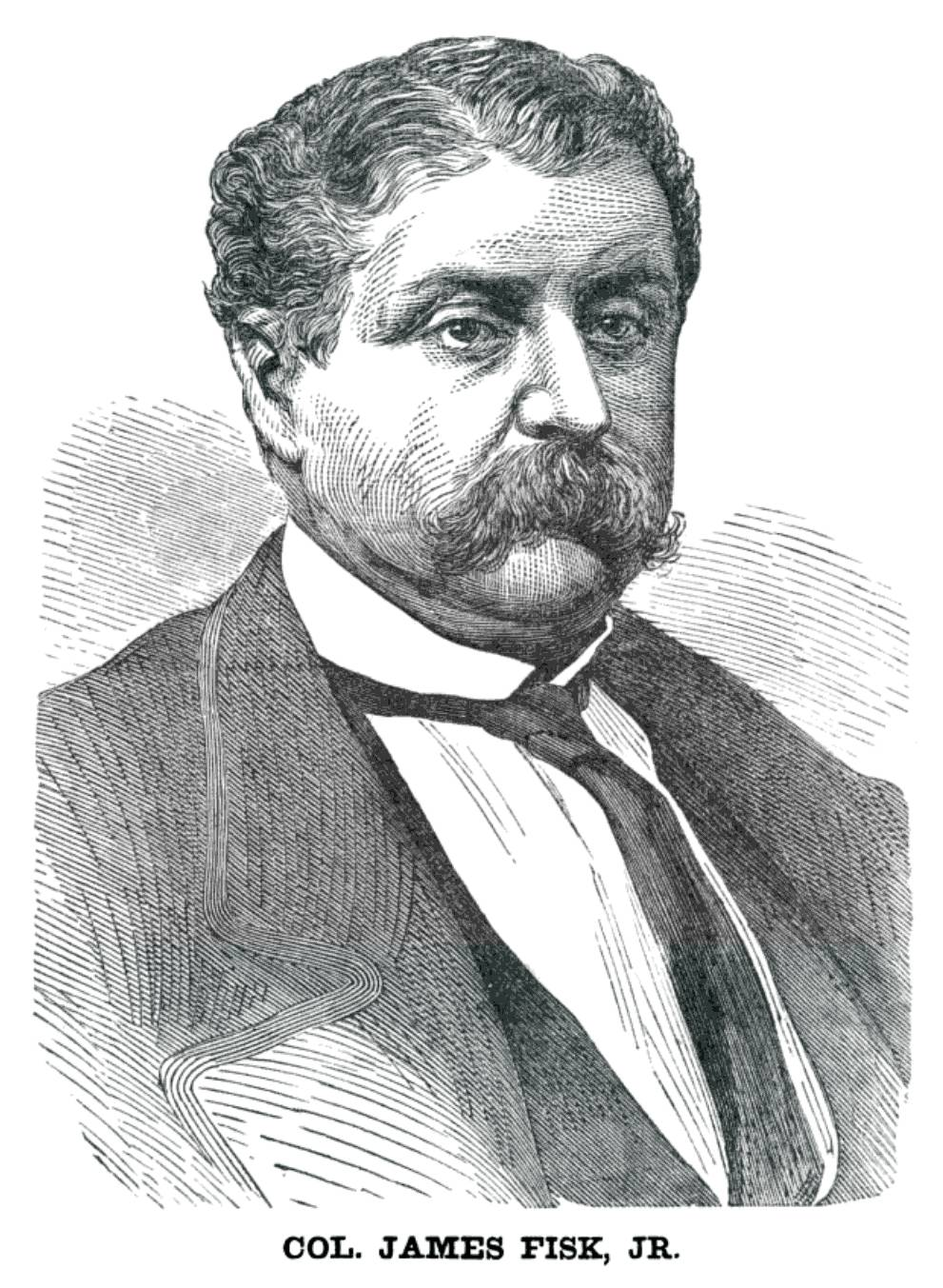
James Fisk

James Fisk, genannt Big Jim, (* 1. April 1834 in Bennington, Vermont; † 6. Januar 1872 in New York, N.Y.) war ein US-amerikanischer Unternehmer und Spekulant.

## Lebenslauf und Unternehmungen

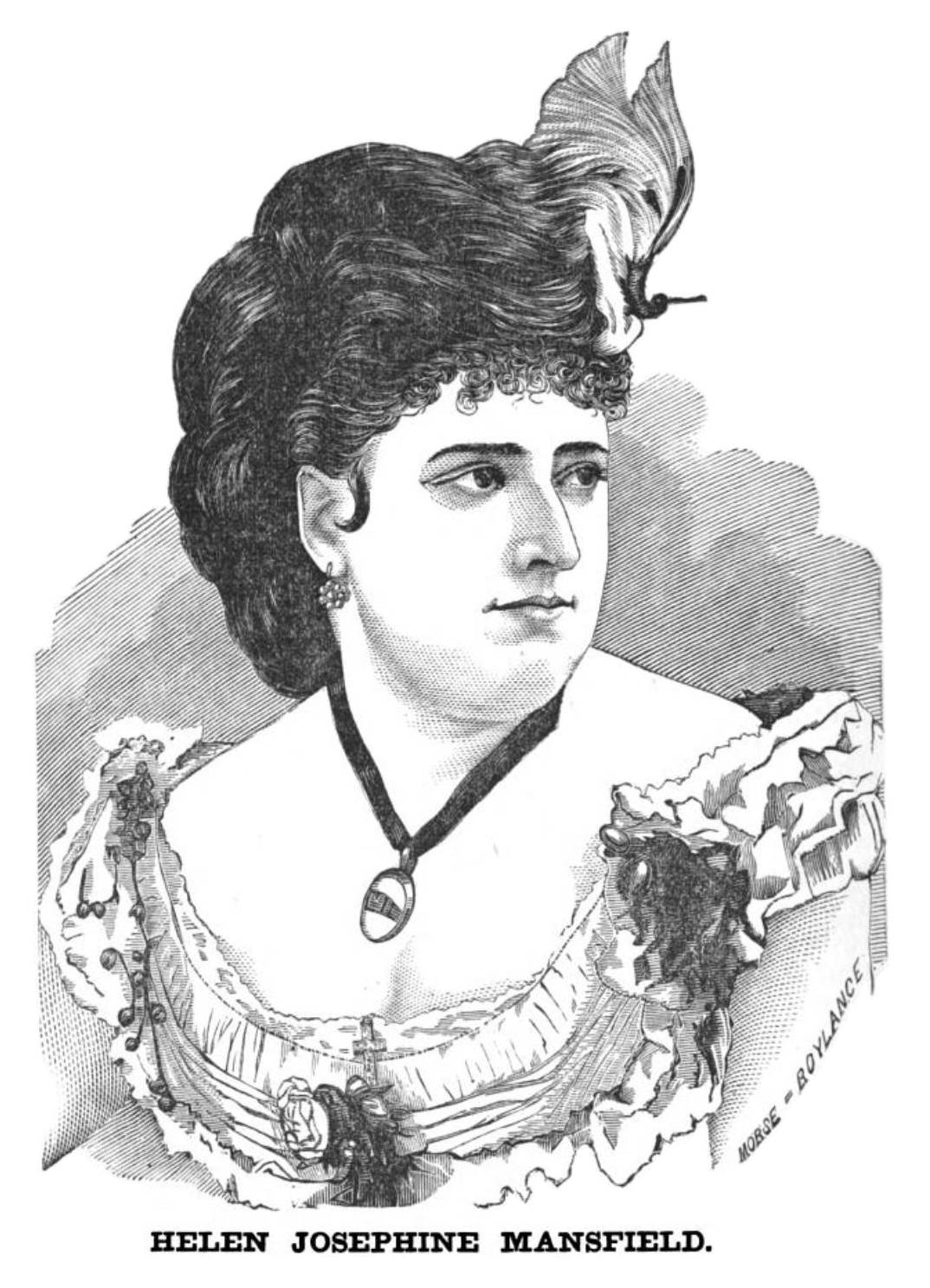
Helen Josephine „Josie“ Mansfield

Nach einer kurzen Schullaufbahn schloss sich Fisk einem Zirkus an, wurde später Hotelkellner und ging wie sein Vater hausieren. Schließlich nahm er eine Stelle als Verkäufer bei einer Bostoner Textilfirma an. Seine Begabung und sein Fleiß brachten ihm bald einen Anteil am Geschäft ein. Dadurch, und mit dem Schmuggel von Baumwolle, den er während des Bürgerkrieges betrieb, gelangte Fisk zu ansehnlichem Reichtum. Doch seine Spekulationen brachten ihn bald um sein Vermögen.
1864 wurde Fisk Börsenmakler in New York und Partner von Daniel Drew, dem er im Kampf gegen Cornelius Vanderbilt half. Durch Drew kam er gemeinsam mit Jay Gould in den Vorstand der Erie Railroad.
Gemeinsam mit Gould trickste er wenig später seinen Partner Drew aus und erlangte so die Kontrolle über die Erie Railroad. Fisk und Gould betrieben Börsen-Freibeuterei, Bestechung von hohen Politikern (wie Boss Tweed) und Gerichten. Ihr Versuch, den Goldmarkt aufzukaufen, bei dem sie den Schwager von Präsident Ulysses S. Grant mit ins Boot holten, wurde jedoch 1869 vom fatalen Schwarzen Freitag vereitelt.
Ein Streit mit Edward S. Stokes um Geld und das Broadway-Showgirl Josie Mansfield, Fisks mehrjährige Geliebte, endete tragisch. Stokes erschoss Big Jim Fisk am 6. Januar 1872 in New York.
 In den Konflikt war auch Victoria Woodhull verwickelt.